# Église Saint-Denis d'Adainville
Pour les articles homonymes, voir Église Saint-Denis.
L'église Saint-Denis est une église catholique située dans la commune d'Adainville, dans le département des Yvelines, en France.

## Historique

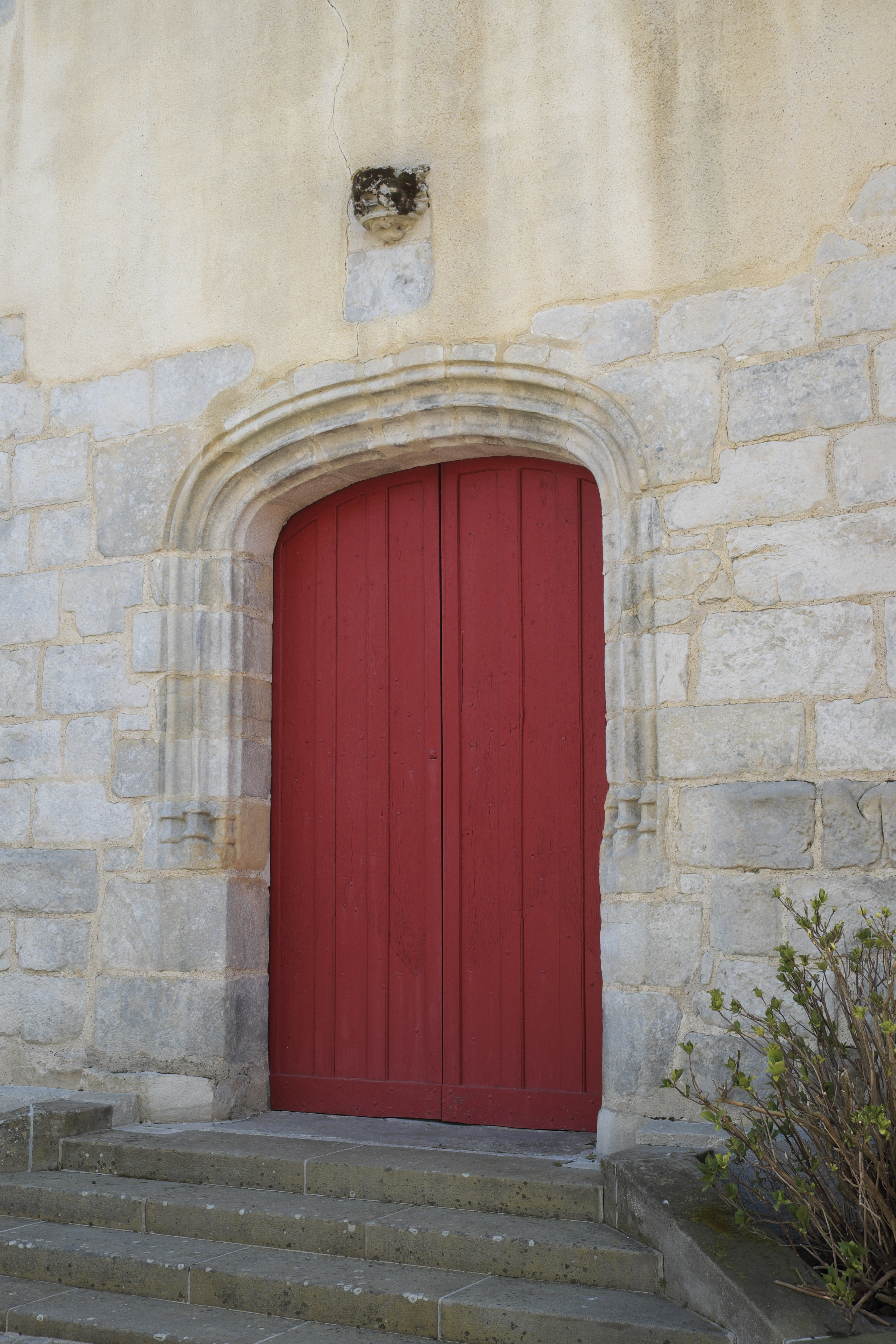
Le portail occidental.

Elle appartenait à l'abbaye de Saint-Denis depuis le VIIe siècle.
Elle a été rebâtie du XIIIe siècle au XVIe siècle pour la charpente actuelle.
Une restauration entreprise dans les années 2010 a permis de découvrir une baie dans l’axe de la nef côté ouest, où a été posé un nouveau vitrail,.

## Description

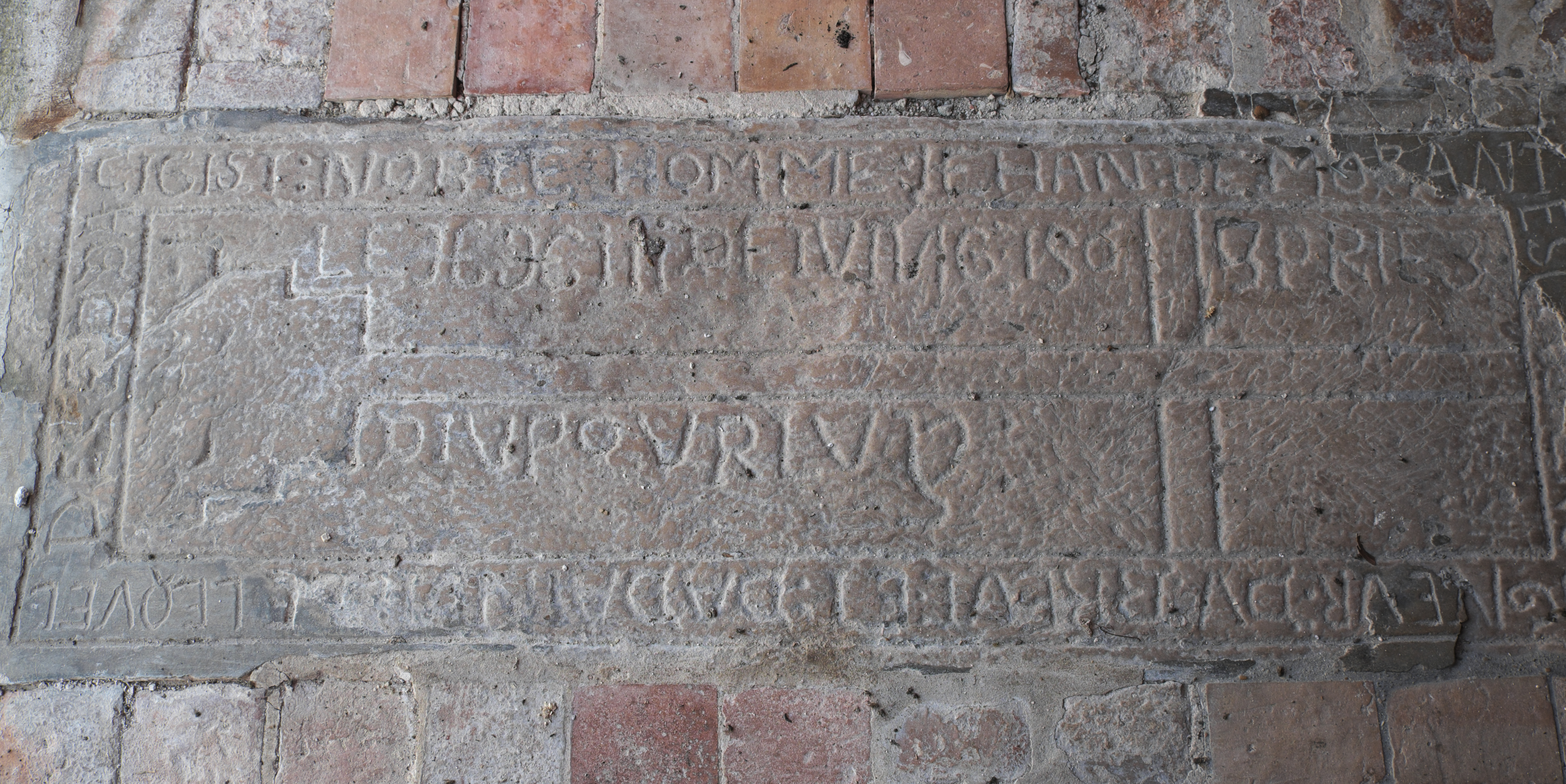
Dalle funéraire de Jean Morant.

La façade est surmontée d'un clocher-porche à trois niveaux soutenu par deux contreforts triangulaires à larmiers et cantonné d'une tourelle à escalier polygonal.
Elle contient plusieurs élements mobiliers classés monuments historiques : sculptures, deux crédences du XVIIIe siècle, deux statuettes de bois du XIXe siècle et la pierre tombale de Jean Morant, mort en 1565. D'après la Table d’ascendance de Catherine Baillon, il pourrait s'agir de Jean Morant, seigneur du Breuil, Bas-Breuil, d’Adainville en partie et de La Jaulnière dans la châtellenie de Gambais.